# Cuphea calcarata
Cuphea calcarata är en fackelblomsväxtart som beskrevs av George Bentham. Cuphea calcarata ingår i släktet blossblommor, och familjen fackelblomsväxter. Inga underarter finns listade i Catalogue of Life.